# No-Go Showboat
A No-Go Showboat Brian Wilson és Roger Christian szerzeménye ami a Beach Boys 1963-as Little Deuce Coupe albumán jelent meg. Egy évvel később Petula Clark is átdolgozta a dalt, és teljesen más szöveget írt hozzá. A dalt franciául énekli. "J'Ai Pas le Temps" címmel jelent meg és a Beat En Francais című lemezen található

## Zenészek
- Brian Wilson: szólóvokál
- Mike Love: szólóvokál